# Pomonok (Queens)
Pomonok est un quartier de la municipalité de New York, situé au cœur de l'arrondissement du Queens. Le nom Pomonok, autrefois épelé Pommanocc, Paumanacke puis Pommanock vient du nom algonquin de Long Island qui signifie soit "Le lieu des hommages" soit "Le lieu ou l'on se déplace sur l'eau".

## Electchester
Electchester est une coopérative d'habitation créée en 1949 par le syndicat ouvrier International Brotherhood of Electrical Workers (IBEW). Electchester est située sur Jewel Avenue et Parsons Boulevard. Environ 5 500 personnes vivent dans 2 200 appartements répartis dans 38 immeubles en briques de 6 étages pour la plupart.

## Personnalités liées à Pomonok
- Gary Ackerman, né en 1942, homme politique américain[4].
- Harry Van Arsdale Jr. (1905-1986), représentant syndical à l'origine de la création d'Electchester[5].
- Robert Weinstein, né en 1954, producteur de cinéma américain[6].
- Harvey Weinstein, né en 1952, producteur de cinéma américain[6].